# Tipula (Eumicrotipula) rucana
Tipula (Eumicrotipula) rucana is een tweevleugelige uit de familie langpootmuggen (Tipulidae). De soort komt voor in het Neotropisch gebied.